# David Tomaszewski
 (février 2018).
Si vous disposez d'ouvrages ou d'articles de référence ou si vous connaissez des sites web de qualité traitant du thème abordé ici, merci de compléter l'article en donnant les références utiles à sa vérifiabilité et en les liant à la section « Notes et références ».
Pour les articles homonymes, voir Tomaszewski.
David Tomaszewski (prononcé en polonais : [tɔmaʂɛfski], en français : [tomaʃɛvˈski]) est un réalisateur et un artiste numérique français d'origine polonaise, né en octobre 1984.

## Biographie
Il est le fils du pianiste polonais Marek Tomaszewski et de la peintre Agata Preyzner.
Sa compagne est l’actrice Naila Mansour, avec qui il a eu deux enfants.

## Filmographie

### Réalisateur

#### Longs métrages
- 2025 : Yoroï

#### Courts métrages
- 2005 : Covered
- 2005 : Magritte Room
- 2007 : Vendome, Paris
- 2016 : Cobalt
- 2023 : Neit

#### Clips

##### 2009
- La Peur de l'échec - Orelsan

##### 2010
- N'importe comment - The Toxic Avenger (musicien) (feat. Orelsan)

##### 2011
- RaelSan - Orelsan
- Plus rien ne m'étonne - Orelsan
- I Cannot Think - Outlines
- I Wanna Be Sedated - Lexicon (Ramones cover)
- Les Vœux de RaelSan pour 2012 - Orelsan

##### 2012
- Ils sont cools - Orelsan
- Si seul - Orelsan
- Les Adieux de RaelSan avant l'Apocalypse - Orelsan
- Je ne sais pas - LFDV ft. Youssoupha

##### 2013
- Bloqué de Casseurs Flowters (Orelsan et Gringe)
- Quand la musique est bonne - Amel Bent ft. Soprano - (Génération Goldman)

##### 2014
- Fais les backs - Casseurs Flowters (Orelsan et Gringe)
- Dorothy - Polo & Pan
- The Rising - Mission Control
- R U Swimming? - Mademoiselle K
- Décembre - Karim Ouellet feat Orelsan

##### 2015
- Chaos moderne - Max Edwards
- Brooklyn Amusement Park - Polo & Pan

##### 2016
- Je te pardonne - Maître Gims (feat. Sia)

##### 2017
- Never Let You Go - Mosimann
- LOVE - S.Pri Noir

##### 2018
- La Nuit - LEJ
- Fusée Ariane - S.Pri Noir
- Come Back To Me - Shake Shake Go

#### 2019
- Wonderful - Archie Faulks
- VersuS - Vitaa et Slimane
- A Little Bit of You - 2Pillz
- Coffee Break - VOG

##### 2020
- Taedium - SEB[1]
- Antistress - SEB
- Lonely - Mosimann
- Bling - Tessæ
- Amour Toxic -
- Évident - Tessæ

##### 2021
- Bidonville - Gad Elmaleh
- L'Odeur de l'essence - Orelsan
- Jour meilleur - Orelsan

##### 2022
- Rêvalité - -M-
- Dans Ta Radio - -M-

### Créateur de générique
- 2010 : Coco Chanel et Igor Stravinsky de Jan Kounen
- 2021 : OSS 117 : Alerte rouge en Afrique noire de Nicolas Bedos

### Artiste numérique (effets visuels)
- 2007 : 99 Francs de Jan Kounen
- 2009 : Enter the Void de Gaspar Noé

### Acteur
- 2010 : Coco Chanel et Igor Stravinsky de Jan Kounen : le premier violon

## Distinctions
- 2005 : Short Film Award du meilleur directeur du New York International Independent Film & Video Festival pour Covered[2]
- 2004 : George Lucas Award[Quoi ?][réf. nécessaire]